# II. Lipót osztrák őrgróf
II. Lipót (?, 1050 – Gars am Kamp, 1095. október 12.) Babenberg-házi osztrák őrgróf, Ausztria uralkodója 1075 és 1095 között. A nép körében Igazságos Lipótként vált ismertté.

## Élete
1050-ben született, szülei I. Ernő osztrák őrgróf és Adelheid, I. Dedi (vagy Dedo) lausitzi őrgróf lánya voltak.
Az invesztitúraharcokban eleinte V. Henrik német-római császárt támogatta, de az 1081-es tullni országgyűlésen felesége és Altmann passaui püspök hatására átállt a pápához. Ezért a császár megfosztotta őt birtokaitól, és azokat II. Vratiszláv cseh hercegnek adta. Vratiszláv rögtön sereget gyűjtött, majd megindult az Osztrák őrgrófság ellen, és a mailbergi csatában legyőzte Lipótot. Végül az osztrák őrgrófnak sikerült megőriznie a hatalmát, csak Dél-Morvaországban vesztett el néhány területet.
1089-ben Lipót pénzelte a melki apátság építését a bencéseknek. Innen néhány mérföldre, Gars am Kampban Thunau romjain építette fel saját nyári kastélyát és rezidenciáját.

## Házassága, utódai
Felesége, Ida (vagy Itha) formbach-ratelnbergi grófnő volt, aki az 1101-es keresztes hadjáratban hunyt el. Chamban, Felső-Pfalzban házasodtak össze 1065-ben. Nyolc gyermekük született, fia és utóda, III. Lipót, valamint még hét lánygyermek, akik később Karintia, Csehország és Németország hercegi és őrgrófi családjaiba házasodtak be.
- Lipót (1073–1136), felesége Németországi Ágnes bajor hercegnő.
- Erzsébet (? – 1107), férje II. Ottokár stájer őrgróf.
- Judit
- Gerberga vagy Helbirga (? – 1142), férje II. Bořivoj cseh fejedelem.
- Uda vagy Ida (? – 1115), férje Luitpold znojmói herceg.
- Euphemia (? – 1168 körül), férje I. Konrád peilsteini gróf.
- Zsófia (? – 1154), férje III. Henrik karintiai herceg, majd Sieghard von Burghausen.
- Adelheid, férje Dietrich von Formbach.